# Jofré de Bouillon

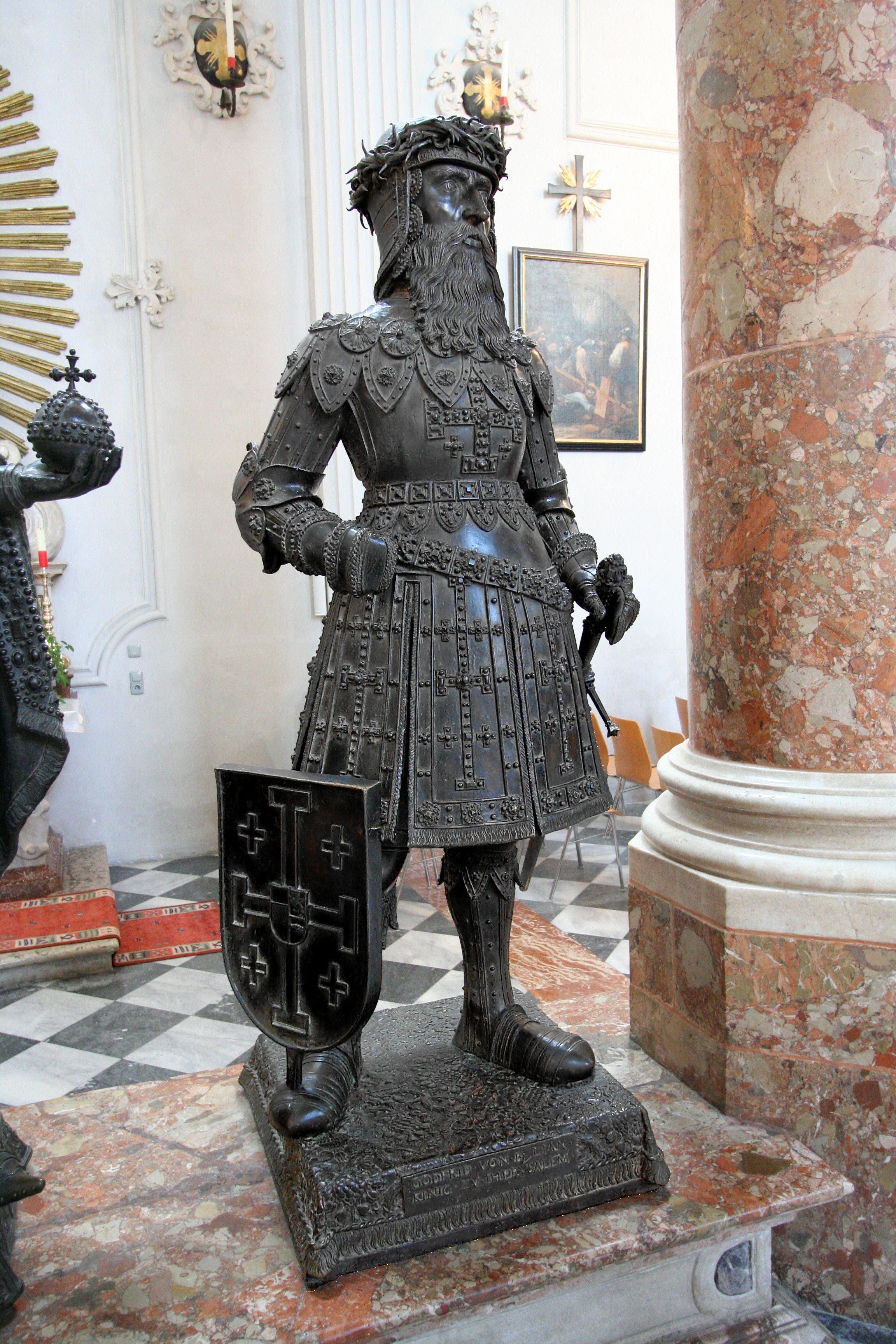
Estàtua de Bronze de Jofré de Bouillon a la Hofkirche d'Innsbruck.

Jofré de Bouillon (1058- Jerusalem, 1100) va ser un cavaller medieval i un dels líders de la Primera Croada des del 1096 fins a la mort. Va ser senyor de Bouillon des del 1076 i duc de la Baixa Lorena des del 1087. Després de la presa de Jerusalem el 1099 va esdevenir el primer governant del Regne de Jerusalem, tot i que no va fer servir el títol de «rei».

## Joventut
Jofré va néixer a Boulogne-sur-Mer o a Baisy (una ciutat del ducat de Brabant), actualment a França i a Bèlgica respectivament. En aquell moment ambdues localitats eren part del Sacre Imperi Romanogermànic. Era el segon fill del comte de Boulogne Eustaqui II i d'Ida, filla del Duc Godofreu III de Baixa Lotaríngia. Com a segon fill, no li corresponia l'herència familiar, però el seu oncle matern Jofré el Geperut va morir sense fills nomenant-lo el seu hereu al ducat de la Baixa Lorena.
Aquest ducat era de gran importància estratègica, ja que es trobava entre el regne de França i les terres germàniques. De fet, el rei germànic i futur emperador Enric IV va decidir el 1076 donar la Baixa Lorena al seu fill i deixa per Jofré només Bouillon i la Marca d'Anvers. Jofré va continuar servint Enric lleialment, donant-li suport també quan el papa Gregori VII s'enfrontava amb l'emperador durant el conflicte de les investidures: Jofré lluità al costat d'Enric contra les forces de Rodolf de Suàbia, i també va participar en la campanya italiana en la qual Enric va prendre la ciutat de Roma.
Simultàniament, Jofré lluitava per mantenir el control de les terres que no li havia sostret Enric. Matilda de Toscana, la vídua del seu oncle, reclamava que les terres li haurien d'haver correspost a ella. Després d'un llarg conflicte en el qual va rebre l'ajuda dels seus germans Eustaqui i Balduí, per la seva lleialtat a Enric IV, Jofré va recuperar la totalitat del ducat el 1087 i va convertir-se en Jofré V de la Baixa Lorena. Les seves terres a Bouyon (Bèlgica) que va vendre al príncep-bisbe Otbert de Lieja a la vigília de la primera croada, van quedar-se al principat de Lieja.

## Primera Croada

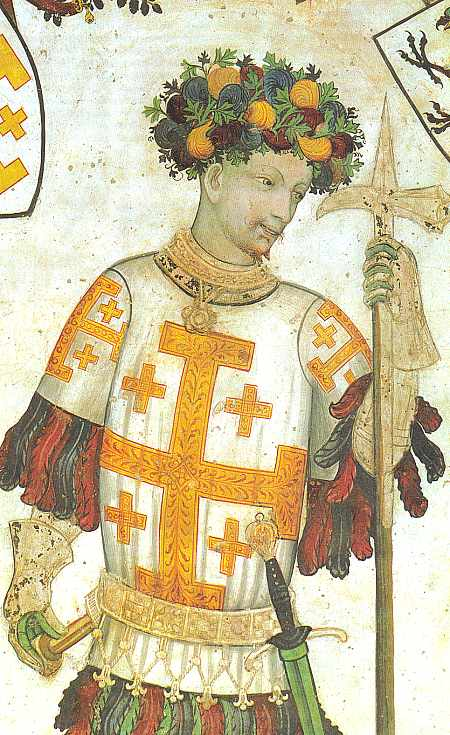
Godfreu de Bouillon, d'un fresc amb els nou preuats de Giacomo Jaquerio, 1420

El 1095 el nou papa Urbà II va cridar a la guerra santa contra els musulmans que ocupaven Jerusalem i d'altres emplaçaments religiosos a Palestina. La febre de les croades es va estendre per Europa, amb les promeses del papa del perdó de tots els pecats per tots els que hi participessin i per les expectatives de riqueses i terres que es podien arrabassar dels musulmans. Jofré va hipotecar o vendre la majoria de les seves terres i amb els diners obtinguts va reunir milers de cavallers per lluitar a Terra Santa. En l'empresa s'hi va afegir el seu germà gran Eustaqui, i el germà petit Balduí.
Tot i que cap rei no va participar en la Primera Croada, Jofré no va ser l'únic a organitzar un exèrcit. Ramon IV de Tolosa va reclutar el més gran. També hi participaren el cavaller normand Bohemon de Tàrent, i Robert II de Flandes.
Els diferents exèrcits van viaticar separadament, alguns per mar i d'altres per terra. Jofré va sortir de Lorena l'agost del 1096 al capdavant del seu exèrcit (algunes fonts parlen de 40.000 homes) seguint l'anomenat «Camí de Carlemany» cap a Jerusalem. Després dels problemes que patí a Hongria, on fou incapaç d'evitar que els seus homes saquegessin altres cristians, va arribar a Constantinoble. Un dels motius que havien motivat al papa a convocar la croada era ajudar l'emperador romà d'Orient Aleix I Comnè a combatre els turcs que estaven envaint les seves terres a l'Àsia central i Pèrsia.
Durant els següents mesos més exèrcits croats van arribar a Constantinoble. L'emperador Aleix va pressionar els croats perquè l'ajudessin a expulsar els turcs de les seves terres; una empresa que els croats consideraven secundària respecte a les campanyes a Palestina. A més, Aleix volia que els croats li juressin lleialtat. Finalment, Jofré i els altres cavallers van accedir a pronunciar una versió modificada del jurament, comprometent-se a retornar algunes terres a l'emperador romà d'Orient. La primavera de 1097 els croats van marxar cap a la guerra.
La seva primera victòria, lluitant al costat dels soldats romans d'Orient, va ser a la ciutat de Nicea, que havia estat presa per l'imperi Seljúcida uns anys abans. Jofré i els seus cavallers hi van tenir un petit rol, amb Bohemon comandant el setge. Just quan els croats estaven a punt d'assaltar la ciutat, la bandera romana d'Orient va ser hissada després que Aleix hagués pactat la pau amb els assetjats en unes negociacions secretes.

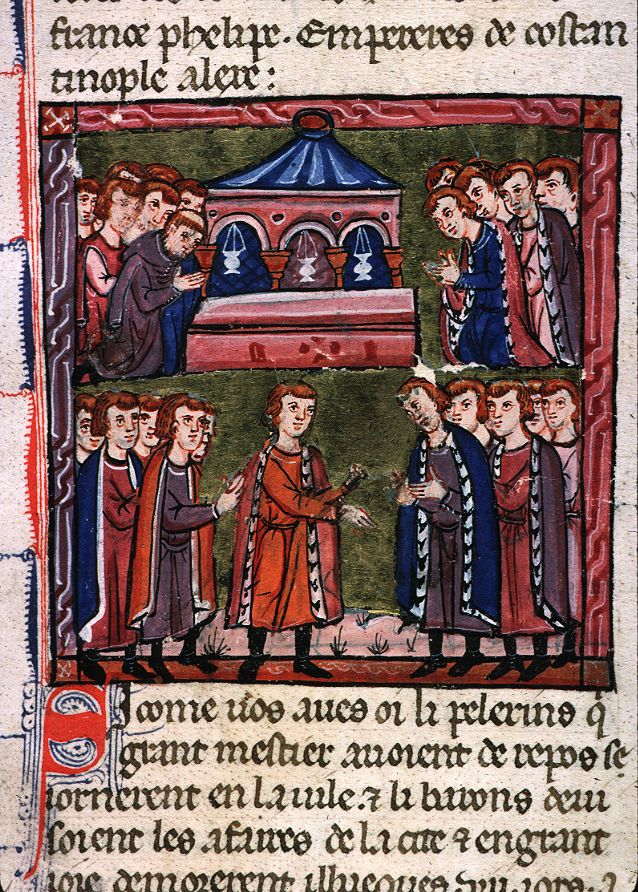
Elecció de Jofré de Bouillon

Jofré va continuar intervenint en les batalles contra els musulmans durant la campanya croada cap a Jerusalem: va cobrir l'avantguarda a la batalla de Dorilèon i va aconseguir repel·lir les forces seljúcides. El 1098, tot i estar malalt, va prendre part al setge d'Antioquia, que molts veien com una causa perduda i va dirigir una de les divisions a la batalla final contra Kerbogha. Tant és així que alguns croats van decidir tornar a Europa, i Aleix I va decidir no enviar-hi l'ajuda promesa. Quan els croats van aconseguir prendre la ciutat, van decidir que el seu jurament a l'emperador romà d'Orient quedava des d'aleshores sense efecte. Després d'aquesta victòria, els croats estaven dividits sobre el camí a prendre.
Bohemon, que havia estat el primer a entrar a Antioquia i havia reclamat la ciutat per a ell, va decidir quedar-s'hi per assegurar les seves noves possessions fundant el Principat d'Antioquia. Balduí, el germà de Jofré, també va escollir quedar-se al Comtat d'Edessa, l'estat croat que havia fundat a Edessa. La major part de la infanteria volia continuar cap a Jerusalem, però Ramon de Tolosa, el més poderós dels prínceps, dubtava sobre si prosseguir endavant. Finalment, després de mesos d'espera, les pressions dels soldats van fer-li emprendre la marxa, a la qual Jofré s'afegí de seguida.
A mesura que avançaven cap al sud de Palestina, els croats s'enfrontaven a un nou enemic: els musulmans nord-africans fatimites, governats des d'Egipte. Va ser a Jerusalem que va néixer la llegenda de Jofré de Bouillon. Van arribar-hi el juny de 1099, i van construir escales i armes de setge. L'atac principal es va produir el 14 i 15 de juliol, i Jofré i alguns dels seus cavallers van ser els primers d'escalar les muralles i entrar a la ciutat. Un cop la ciutat va caure, els croats van embogir i van matar tots els habitants de la ciutat amb molt poques excepcions.
Amb la ciutat capturada, van reunir-se el 22 de juliol a l'església del Sant Sepulcre per acordar el govern del nou estat. Ramon de Tolosa va renunciar d'entrada a ser escollit rei, sembla que per fingir humilitat i esperant que els altres nobles insistirien en la seva elecció de totes maneres. Però Jofré havia esdevingut més popular que ell durant la campanya, va acceptar el govern del Regne de Jerusalem (tot i que no va voler ser nomenat rei explícitament). Ramon es va enfurismar davant d'aquest fet i va abandonar la ciutat amb el seu exèrcit. Per defensar el Sepulcre, el nou rei va fundar l'orde militar del Sant Sepulcre.

## Regne de Jerusalem

Escut d'armes del Regne de Jerusalem

Durant el seu breu govern Jofré es va veure obligat a defensar el Regne de Jerusalem dels atacs dels fatimites egipcis, als que va vèncer a la batalla d'Ascaló l'agost del 1099. També es va enfrontar a l'oposició de Daimbert de Pisa patriarca llatí de Jerusalem i aliat de Ramon, que no va accedir a coronar Jofré, L'1 d'agost Arnulf de Chocques fou nomenat nou Patriarca de Jerusalem. L'enfrontament entre les dues faccions cristianes després de la batalla va impedir prendre la ciutat d'Ascaló, que es va mantenir en mans fatimites i es convertiria en una amenaça permanent a la frontera del nou regne en els anys vinents.
Durant el 1100 Jofré va obtenir victòries importants sobre les ciutats costaneres d'Acre, Ascaló, Arsuf, Jaffa i Cesarea. Tot i que no va aconseguir annexionar-ne cap al Regne de Jerusalem, les va convertir en tributàries.
Segons el cronista àrab Ibn al-Qalanisi, Jofré va morir durant el setge d'Acre quan una fletxa el va travessar. Les cròniques cristianes, en canvi, no ho mencionen, i Alvbert d'Aix i Ekkehard d'Aura parlen d'una malaltia que va agafar a Cesarea el juny del 1100.
Després de la mort de Jofré, els partidaris de Jofré van imposar-se a la voluntat de Daimbert i van fer coronar el 25 de desembre de 1100 al seu germà Balduí de Bouillon com a Rei de Jerusalem.

## Llegat, història i llegenda
Segons Guillem de Tir, el cronista del Regne de Jerusalem de finals del segle XII, Jofré era "alt d'estatura, no en desmesura, però encara més alt que la majoria d'homes. Era fort sense comparació, de braços ben formats i gran corpulència. Les seves faccions eren agradables, la barba i els cabells tirant a rossos."
Com que va ser el primer governant del Regne de Jerusalem, Jofré va ser idealitzat en els temps posteriors. Va ser presentat com el líder de les croades, el rei de Jerusalem, i el legislador que havia establert els Assises de Jerusalem. En realitat només era un dels molts líders de la primera croada, el primer rei de nom va ser el seu germà Balduí I, i els assises van ser fruit d'un desenvolupament gradual.
El paper de Jofré a la croada va ser descrit per Albert d'Aix, l'autor anònim de la Gesta Francorum, i per Raymond d'Aguiliers entre d'altres. Va ser l'heroi nombroses cançons de gesta franceses (cicle de la croada), i Jacques de Longuyon (segle xiv) el va incloure al distingit grup dels nou preuats, o la llista dels nou millors cavallers de tots els temps.
A la Divina Comèdia, Dante Alighieri troba Jofré al Paradís acompanyat d'altres "guerrers defensors de la fe" com Josuè, Carlemany o Rotllà.

## Avantpassats
|  |                                     |  |  |  |  |  |  |  |  |  |  |  |  |  |  |  |
|  | 16. Comte Arnulf III de Boulogne    |  |  |  |  |  |  |  |  |  |  |  |  |  |  |  |
|  |                                     |  |  |  |  |  |  |  |  |  |  |  |  |  |  |  |
|  |                                     |  |  |  |  |  |  |  |  |  |  |  |  |  |  |  |
|  | 8. Comte Balduí II de Boulogne      |  |  |  |  |  |  |  |  |  |  |  |  |  |  |  |
|  |                                     |  |  |  |  |  |  |  |  |  |  |  |  |  |  |  |
|  |                                     |  |  |  |  |  |  |  |  |  |  |  |  |  |  |  |
|  | 4. Comte Eustaqui I de Boulogne     |  |  |  |  |  |  |  |  |  |  |  |  |  |  |  |
|  |                                     |  |  |  |  |  |  |  |  |  |  |  |  |  |  |  |
|  |                                     |  |  |  |  |  |  |  |  |  |  |  |  |  |  |  |
|  | 18. Comte Arnulf d'Holanda          |  |  |  |  |  |  |  |  |  |  |  |  |  |  |  |
|  |                                     |  |  |  |  |  |  |  |  |  |  |  |  |  |  |  |
|  |                                     |  |  |  |  |  |  |  |  |  |  |  |  |  |  |  |
|  | 9. Adelina d'Holanda                |  |  |  |  |  |  |  |  |  |  |  |  |  |  |  |
|  |                                     |  |  |  |  |  |  |  |  |  |  |  |  |  |  |  |
|  |                                     |  |  |  |  |  |  |  |  |  |  |  |  |  |  |  |
|  | 19. Lutgardis de Luxemburg          |  |  |  |  |  |  |  |  |  |  |  |  |  |  |  |
|  |                                     |  |  |  |  |  |  |  |  |  |  |  |  |  |  |  |
|  |                                     |  |  |  |  |  |  |  |  |  |  |  |  |  |  |  |
|  | 2. Comte Eustaqui II de Boulogne    |  |  |  |  |  |  |  |  |  |  |  |  |  |  |  |
|  |                                     |  |  |  |  |  |  |  |  |  |  |  |  |  |  |  |
|  |                                     |  |  |  |  |  |  |  |  |  |  |  |  |  |  |  |
|  | 10. Comte Lambert I de Lovaina      |  |  |  |  |  |  |  |  |  |  |  |  |  |  |  |
|  |                                     |  |  |  |  |  |  |  |  |  |  |  |  |  |  |  |
|  |                                     |  |  |  |  |  |  |  |  |  |  |  |  |  |  |  |
|  | 5. Matilde de Lovaina               |  |  |  |  |  |  |  |  |  |  |  |  |  |  |  |
|  |                                     |  |  |  |  |  |  |  |  |  |  |  |  |  |  |  |
|  |                                     |  |  |  |  |  |  |  |  |  |  |  |  |  |  |  |
|  | 11. Gerberga de la Baixa Lorena     |  |  |  |  |  |  |  |  |  |  |  |  |  |  |  |
|  |                                     |  |  |  |  |  |  |  |  |  |  |  |  |  |  |  |
|  |                                     |  |  |  |  |  |  |  |  |  |  |  |  |  |  |  |
|  | 1. Jofré de Bouillon                |  |  |  |  |  |  |  |  |  |  |  |  |  |  |  |
|  |                                     |  |  |  |  |  |  |  |  |  |  |  |  |  |  |  |
|  |                                     |  |  |  |  |  |  |  |  |  |  |  |  |  |  |  |
|  | 24. Comte Jofré I de Verdun         |  |  |  |  |  |  |  |  |  |  |  |  |  |  |  |
|  |                                     |  |  |  |  |  |  |  |  |  |  |  |  |  |  |  |
|  |                                     |  |  |  |  |  |  |  |  |  |  |  |  |  |  |  |
|  | 12. Duc Gothelo I de Lorena         |  |  |  |  |  |  |  |  |  |  |  |  |  |  |  |
|  |                                     |  |  |  |  |  |  |  |  |  |  |  |  |  |  |  |
|  |                                     |  |  |  |  |  |  |  |  |  |  |  |  |  |  |  |
|  | 25. Matilde de Saxònia              |  |  |  |  |  |  |  |  |  |  |  |  |  |  |  |
|  |                                     |  |  |  |  |  |  |  |  |  |  |  |  |  |  |  |
|  |                                     |  |  |  |  |  |  |  |  |  |  |  |  |  |  |  |
|  | 6. Duc Jofré III de la Baixa Lorena |  |  |  |  |  |  |  |  |  |  |  |  |  |  |  |
|  |                                     |  |  |  |  |  |  |  |  |  |  |  |  |  |  |  |
|  |                                     |  |  |  |  |  |  |  |  |  |  |  |  |  |  |  |
|  | 3. Ida de Lorena                    |  |  |  |  |  |  |  |  |  |  |  |  |  |  |  |
|  |                                     |  |  |  |  |  |  |  |  |  |  |  |  |  |  |  |
|  |                                     |  |  |  |  |  |  |  |  |  |  |  |  |  |  |  |
|  | 7. Doda                             |  |  |  |  |  |  |  |  |  |  |  |  |  |  |  |
|  |                                     |  |  |  |  |  |  |  |  |  |  |  |  |  |  |  |
|  |                                     |  |  |  |  |  |  |  |  |  |  |  |  |  |  |  |